# Castilruiz
Castilruiz è un comune spagnolo di 169 abitanti situato nella comunità autonoma di Castiglia e León.
Il comune comprende la località di Añavieja.